# Drepanocladus fontinaloides
Drepanocladus fontinaloides là một loài Rêu trong họ Amblystegiaceae. Loài này được (Hampe) Broth. ex Paris mô tả khoa học đầu tiên năm 1909.